# Tossebergsklätten

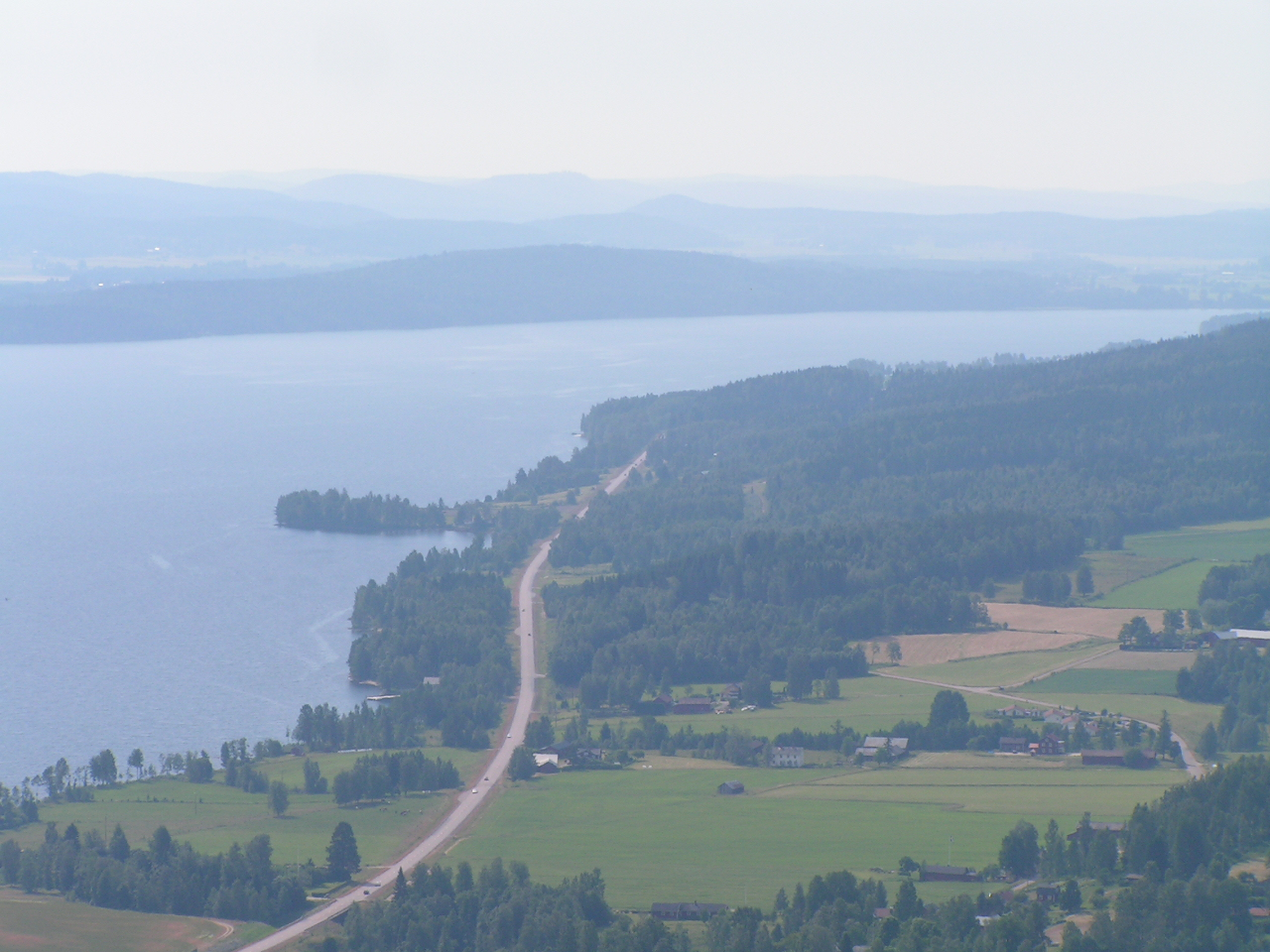
Stöpafors och Övre Fryken sedda från Tossebergsklätten

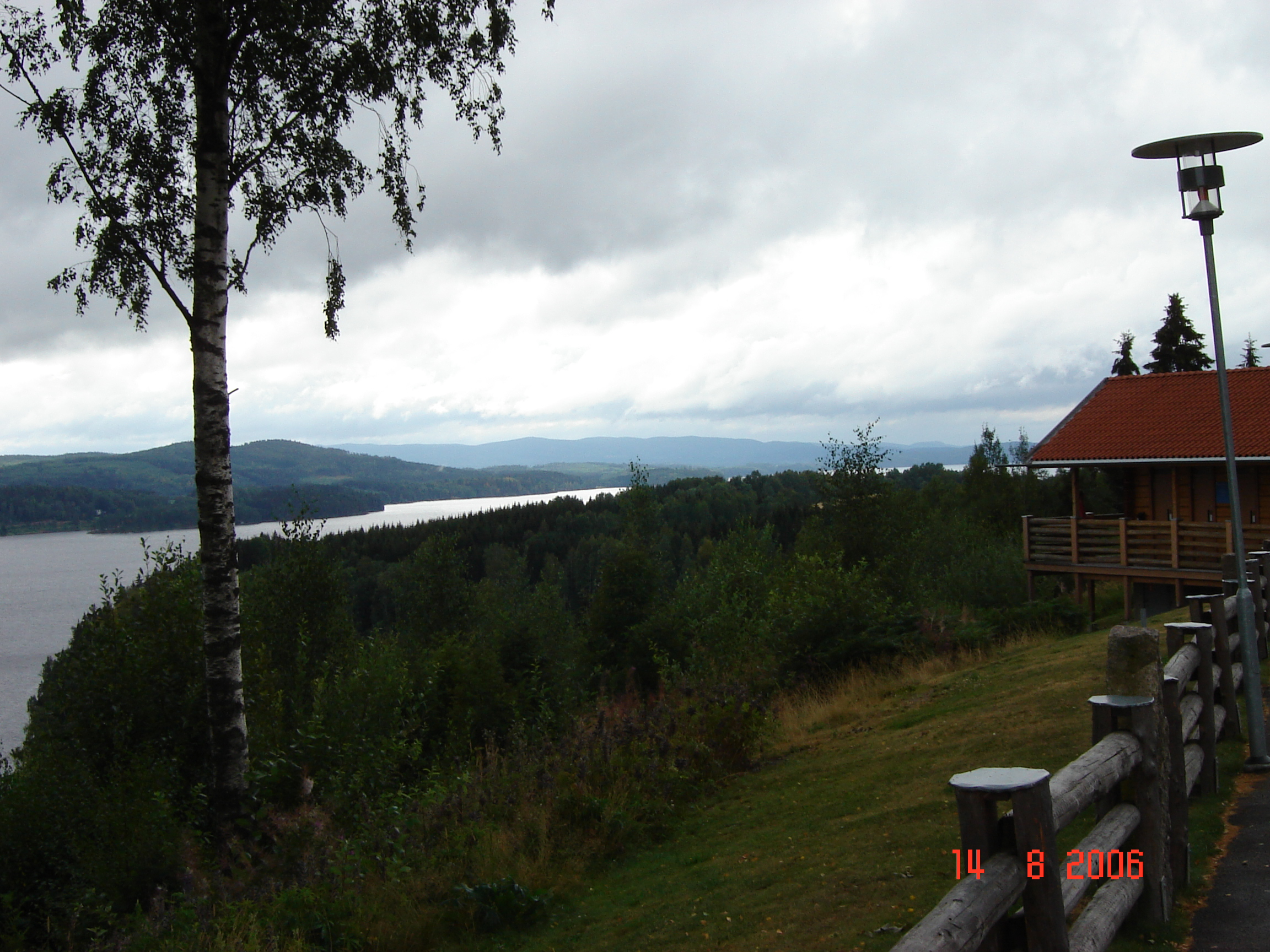
Vy från Tossebergsklättens rastplats, bredvid väg E45

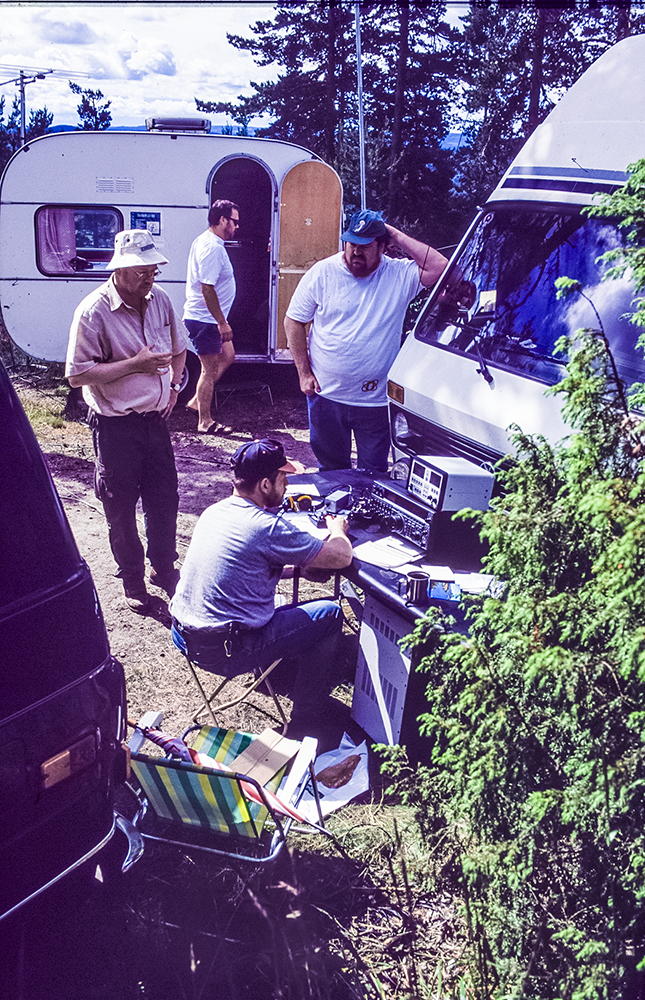
Radioträff på berget - sändaramatörer från klubben SK4BM

Tossebergsklätten (även känd som Gurlita klätt) är ett berg i Sunne kommun, Fryksdalen, Värmland invid Övre Frykens västra strand med en högsta topp på 343 meter över havet. Upp på berget går en smal och brant väg som på drygt 2 km stiger över 200 meter. En skylt berättar att detta är Sveriges brantaste asfalterade väg. 
På toppen finns både restaurang och utsiktstorn. I Selma Lagerlöfs diktning benämns berget som Gurlita klätt.
På Tossebergsklätten träffas radioamatörer från hela världen första helgen efter midsommar varje år sedan 1963. Signalen är SK4BM. På bergets västra sida finns en startramp för skärmflyg och hängflyg. Skärmflygare startar även ofta i backen precis vid kaféet på grund av restriktioner från länsstyrelsen när rampen får användas.